# Église Saint-Gervais de Saint-Gervais-sur-Couches
L'église Saint-Gervais de Saint-Gervais-sur-Couches est une église située sur le territoire de la commune de Saint-Gervais-sur-Couches dans le département français de Saône-et-Loire et la région Bourgogne-Franche-Comté.

## Historique
L'église, de style gothique primitif, a été édifiée entre 1200 et 1260 d'un seul jet.

## Protection
Elle fait l'objet d'un classement au titre des monuments historiques depuis un arrêté du 30 août 1911.

## Description
L’église se constitue d'une nef à quatre travées avec collatéraux étroits, d'un transept et d'une travée de chœur à chevet plat. 
Sa silhouette trapue mêlant granit et calcaire est renforcée par d'imposants contreforts.
Le clocher à deux niveaux, éclairé de baies géminées et couvert d'un toit en bâtière (deux pans), abrite deux cloches fondues en 1824. Une pierre de la façade nord est sculptée d'un visage énigmatique.
Au sud de l'église, une croix et une pierre tombale reposant sur des pattes de lion témoignent de l'ancien cimetière. Au nord est visible une croix commémorative ceinturée de chaînes de protection au nom d’Anne Monnot, érigée le 30 décembre 1857.

## Mobilier
Au fond du chœur, surmontant l'ancien autel, se trouve un retable, panneau de bois peint du XVe siècle classé au titre des objets Monuments historiques en 1914, trônant entre les statues de saint Gervais (à gauche) et de saint Protais (à droite) placés dans des niches à coquille. 

## Culte
Édifice consacré du diocèse d'Autun relevant de la paroisse Notre-Dame-de-la-Drée (siège à Épinac) – qui en est affectataire au titre de la loi de 1905 –, l'église de Saint-Gervais-sur-Couches est, huit siècles après sa construction, un lieu de culte catholique.